# Howard Scott

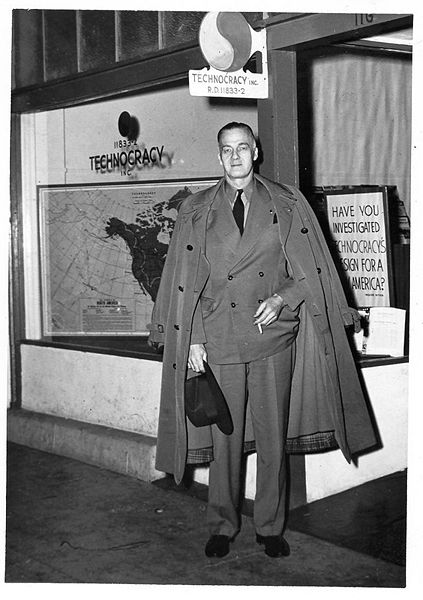
Howard Scott frente a Technocracy Inc. Casa sección RD-11833-2 SHQ en 1942.

Howard Scott (1 de abril de 1890–1 de enero de 1970) fue un controvertido ingeniero que tuvo un interés en el movimiento tecnocrático, y ayudó a formar la Technical Alliance, el Comité Tecnocrácito, y Technocracy Incorporated.

## Primeros años
Poco se sabe acerca del origen de su vida. Ha sido descrito como un "joven misterioso". Nació en Virginia en 1890 y fue de ascendencia escocesa-irlandesa. Él afirmaba haber sido educado en Europa, pero su formación no incluyó ninguna educación superior formal.